# La Vie secrète
La Vie secrète est un roman d'Édouard Estaunié publié en 1908 aux éditions Perrin et ayant reçu la même année le prix Femina.

## Éditions
- La Vie secrète, éditions Perrin, 1908.